# 350e régiment d'infanterie
Pour les articles homonymes, voir 350e régiment.
Le 350e régiment d'infanterie (350e RI) est un régiment d'infanterie de l'Armée de terre française constitué en 1914 avec les bataillons de réserve du 150e régiment d'infanterie.
À la mobilisation, chaque régiment d'active créé un régiment de réserve dont le numéro est le sien plus 200.

## Création et différentes dénominations
- 1914 : 350e régiment d'infanterie
- 1919 : dissolution

## Chefs de corps
- Lieutenant Colonel Tixier[Quand ?]

## Historique des garnisons, combats et batailles

### Première Guerre mondiale

#### Affectation
- 56e division d'infanterie d'août 1914 à janvier 1917
- 12e division d'infanterie de janvier 1917 à janvier 1919

#### 1914
- Bataille de Senlis (1914)
- Bataille de l'Ourcq.

Le 7 septembre 1914 le 350e régiment d'infanterie ne peut enlever Étrépilly ou les Allemands sont solidement fortifiés.

#### 1916
- Bataille de VerdunIls arrivent dans la ville le 14 mai. La compagnie de mitrailleuses du régiment monte au front le 19 mai. Ils doivent soutenir dans leur attaque du 21 mai le 69e Bataillon de Chasseurs pour défendre la tranchée Balfourier, au-dessus des carrières d'Haudraumont. Le 22 et 23, les mitrailleuses crachent de leur feu. Le 5e Bataillon du 350e Régiment d'Infanterie rejoint la tranchée. Le 6e Bataillon est stationné au Bois des Vignes. Le 23 mai, dans l'après-midi, les tranchées s'effondrent et beaucoup de soldats sont ensevelis. La 20e Compagnie du Capitaine Chapuis a été décimée, tués et blessées sont à dénombrer.

#### 1917
- 15 avril : Bataille du Chemin des Dames.

#### 1919
Le régiment est dissous le 14 janvier après une dernière revue à Mertzwiller,.

## Drapeau
Il porte, cousues en lettres d'or dans ses plis, les inscriptions suivantes :
- L'Ourcq 1914
- L'Aisne 1917-1918
- Picardie 1918
- Flandres 1918

Fourragère aux couleurs de la Croix de guerre 1914-1918 décernée le 20 avril 1918

## Personnages célèbres ayant servi au350eRI
- Paul Fauveau, soldat du 350 RI, qui a rédigé un « Journal de guerre 1914-1918 » retranscrit dans un livre journal  par son arrière-arrière-petit-fils plus de cent ans après[réf. nécessaire].

### Articles annexes
- Liste des régiments français
- Infanterie française pendant la Première Guerre mondiale